# Boophis tampoka
Espèce
Statut de conservation UICN

 LC  : Préoccupation mineure
Boophis tampoka est une espèce d'amphibiens de la famille des Mantellidae.

## Répartition et habitat
Cette espèce est endémique de Madagascar. Elle se rencontre dans la réserve naturelle intégrale du Tsingy de Bemaraha dans l'ouest de l'île,. Elle vit dans la forêt tropicale sèche.

## Publication originale
- Köhler, Glaw & Vences, 2008 : A new green treefrog, genus Boophis Tschudi 1838 (Anura Mantellidae), from arid western Madagascar: phylogenetic relationships and biogeographic implications. Tropical Zoology, vol. 20, p. 215-227.

## Pages liées
- Amphibiens de Madagascar